# Cheikh Sabaly
Cheikh Sabaly (Kolda, 4 de marzo de 1999) es un futbolista senegalés que juega en la demarcación de centrocampista para el F. C. Metz de la Ligue 1.

## Selección nacional
Hizo su debut con la selección de fútbol de Senegal el 9 de septiembre de 2023 en un partido de clasificación para la Copa Africana de Naciones de 2023 contra Ruanda que finalizó con un resultado de empate a uno tras el gol de Olivier Niyonzima para Ruanda, y de Mamadou Lamine Camara para Senegal.

## Clubes
| Club                       | País    | Año       | Partidos | Goles |
| -------------------------- | ------- | --------- | -------- | ----- |
| Génération Foot            | Senegal | 2017-2018 | 5        | 3     |
| FC Metz                    | Francia | 2018-2019 | 1        | 0     |
| Pau FC (cedido)            | Francia | 2019-2020 | 30       | 12    |
| FC Metz II                 | Francia | 2020      | 2        | 3     |
| FC Metz                    | Francia | 2020      | 1        | 0     |
| Pau FC (cedido)            | Francia | 2020-2021 | 30       | 3     |
| FC Metz II                 | Francia | 2021      | 6        | 1     |
| FC Metz                    | Francia | 2021-2022 | 7        | 0     |
| US Quevilly-Rouen (cedido) | Francia | 2021-2022 | 17       | 1     |
| FC Metz II                 | Francia | 2022      | 1        | 1     |
| FC Metz                    | Francia | 2022-     | 99       | 21    |